# Богдашкин, Борис
Борис Богдашкин (латыш. Boriss Bogdaškins; 21 февраля 1990, Рига) — латвийский футболист, полузащитник. Выступал за сборную Латвии.

## Биография
Взрослую карьеру начал в 2006 году в клубе первой лиги Латвии «Мультибанка» (Рига). В 2007 году перешёл в клуб «Блазма» (Резекне), в том же сезоне стал серебряным призёром первой лиги, а в двух следующих сезонах играл в высшей лиге.
В 2010 году перешёл в «Елгаву», где играл в течение семи лет, провёл 175 матчей в чемпионате страны. С «Елгавой» становился серебряным (2016) и бронзовым (2014) призёром чемпионата, неоднократным обладателем Кубка Латвии (2010, 2014, 2015, 2016), принимал участие в играх еврокубков.
В 2017 году перешёл в «Ригу», но выходил на поле нерегулярно, сыграв 27 матчей в чемпионате за два года. Чемпион Латвии 2018 года, бронзовый призёр 2017 года, обладатель (2018) и финалист (2016/17, 2017) Кубка Латвии. Сезон 2019 года провёл в клубе «Валмиера», занявшем четвёртое место в чемпионате, а в следующем сезоне играл за аутсайдеров — «Тукумс 2000» и «Елгаву». В 2021 году перешёл в «Вентспилс».
В высшей лиге Латвии сыграл более 280 матчей (на конец сезона 2020 года).
Выступал за молодёжную сборную Латвии. Участник Кубка Содружества 2012 года, где стал полуфиналистом, в полуфинальном мачте против России был удалён с поля. Cыграл один матч за вторую сборную страны — 5 июня 2013 года против олимпийской (до 23 лет) сборной Эстонии.
В национальной сборной Латвии сыграл единственный матч 6 сентября 2019 года в отборочном турнире чемпионата Европы против Австрии (0:6).

## Достижения
- Чемпион Латвии: 2018
- Серебряный призёр чемпионата Латвии: 2016
- Бронзовый призёр чемпионата Латвии: 2014, 2017
- Обладатель Кубка Латвии: 2010, 2014, 2015, 2016, 2018
- Финалист Кубка Латвии: 2016/17, 2017